# Susan Wiggs
Susan Wiggs (17 mei 1958) is een Amerikaanse auteur van historische en hedendaagse romans, met name romantische fictie. Haar boeken zijn in vele talen gepubliceerd, waaronder Duits, Frans, Hongaars, Japans, Lets, Nederlands en Russisch. Een aantal van haar boeken is ook op e-boek en als luisterboek verschenen.

## Vroege jaren
Wiggs begon als kind al te schrijven. Haar eerste novelle A Book About Some Bad Kids schreef zij toen ze acht jaar was. Ze liet haar droom om romanschrijver te worden tijdelijk rusten, studeerde af aan de Harvard-universiteit en werd wiskundeleraar. Ze bleef echter lezen, vooral dol op liefdesromans. Nadat ze op een avond in 1983 geen leesboeken meer had, begon ze opnieuw te schrijven. Het werd een boek met de werktitel Een boek over sommige slechte volwassenen.

## Carrière
Gedurende drie jaar bleef Wiggs schrijven, en in 1987 publiceerde Zebra Books haar eerste roman, een westerse historische roman genaamd Texas Wildflower. Haar latere historische en hedendaagse romans gaan over een breed scala van mensen en tijdsperioden. Veel van haar romans zijn gesitueerd in gebieden waar ze heeft geleefd of die ze heeft bezocht. Ze gaf het lesgeven in 1992 op om fulltime te kunnen schrijven en heeft sindsdien gemiddeld twee boeken per jaar voltooid. 
In 2000 begon Wiggs met het schrijven van fictieverhalen voor vrouwen, naast historische romans. De eerste, The You I Never Knew, werd in 2001 gepubliceerd. Na meerdere jaren originele romans voor paperbacks te hebben geschreven, maakte Wiggs haar hardcover debuut in 2003 met Home Before Dark.
Veel van haar romans zijn met elkaar verbonden, waardoor Wiggs haar gevestigde personages opnieuw kan beschrijven.
Wiggss boeken behoren regelmatig tot de finalisten voor de RITA Award, de hoogste onderscheiding die in het genre wordt gegeven. Ze ontving de Romance Writers of America RITA Award voor Beste Romantiek voor Lord of the Night in 1993. Ze won een tweede RITA in 2000 toen The Charm School het favoriete boek van het jaar werd genoemd. Ze heeft ook de RITA in 2001 gewonnen in de categorie Best Short Historical voor The Mistress en in 2006 voor Lakeside Cottage. Ze was ook de ontvanger van het 'Holt-medaillon', de 'Colorado Award of Excellence' en de 'Blue Boa Award'.

## Privé
Wiggs woont op Bainbridge Island, Washington. Haar moeder onderhoud haar website.